# リュウキュウイチゴ
リュウキュウイチゴ（琉球苺、学名:Rubus grayanus）は、バラ科キイチゴ属に分類される落葉低木。別名シマアワイチゴ。

## 分布
和名のとおり九州（種子島・屋久島以南）、沖縄に分布している。

### 生育地
海岸から沿岸の山地の林縁や道端に生育する。

## 特徴

### 樹形
高さ１～２mになる。

### 茎・枝
無毛で棘もない。

### 葉
互生する。葉身は長さ４～１０ｃｍの卵形から卵状楕円形で稀に三裂するものもあるがほとんど切れ込むことはない。基部は浅い心形でふちには浅い鋸歯がある。葉質はやや厚く脈や葉柄が赤みを帯びるものもある。葉柄が長さ１～３ｃｍ。
托葉があり、長さ４ｍｍほどの披針形。

### 花
３～４月に直径３ｃｍほどの白い花が下向きに咲く。萼筒は杯状。

### 果実
キイチゴ状果。直径約１．３ｃｍで５～６月に橙黄色に熟して食べられる。

## 備考
変種のトゲリュウキュウイチゴ（棘琉球苺、学名Rubus grayanus var. cgaetophorus)が鹿児島県に分布する。こちらは茎に棘があり葉が三裂する。